# Hidayet Tuksal

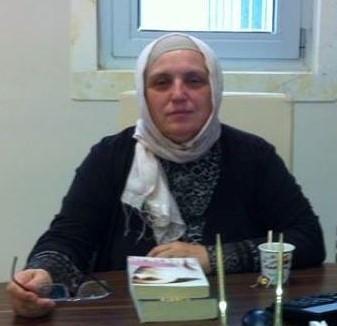
Hidayet Tuksal

Hidayet Tuksal (* 1963 in Ankara) ist eine türkische Menschenrechtsaktivistin,  muslimische Theologin und Kolumnistin. Mit vollem Namen heißt sie Hidayet Şefkatli Tuksal.
Hidayet Tuksal stammt aus einer strenggläubigen Familie und studierte nach der schulischen Ausbildung islamische Theologie an der Universität Ankara und forschte dort in den 1980er Jahren über die Überlieferungen des Propheten Mohammed. Als 1997 das Kopftuch an Universitäten verboten wurde, endete ihre akademische Karriere. Ihre Promotion über die Auswirkung patriarchaler Traditionen auf frauenfeindliche islamische Überlieferungen (Kadın Aleyhtarı Rivayetler Üzerinde Ataerkil Geleneğin Tesirleri) konnte sie 1998 noch beenden.
Tuksal war 1995 beteiligt an der Gründung der muslimisch-konservativen „Plattform der Hauptstadtfrauen“ (Başkent Kadın Platformu) und übernahm mehrfach den Vorsitz. Anliegen der Plattform war der Kampf gegen Diskriminierung von Frauen, die Kopftuch tragen, und der Kampf gegen Ehrenmorde.
Seit 2012 ist Tuksal Kolumnistin der Zeitung Taraf. Sie schrieb ein Buch mit dem Titel „Kadın Karşıtı Söylemin İslam Geleneğindeki İzdüşümleri“ (Ankara, 2001). Es beschreibt Frauenfeindlichkeit als Projektionen islamischer Tradition.
Tuksal ist verheiratet und Mutter von drei Kindern.

## Politisch-religiöse Ansichten
Nach Ansicht von Tuksal sind frauenfeindliche Auffassungen in den islamischen Quellen jener Zeit Spiegel der patriarchalischen Gesellschaft im Frühislam. Es empöre sie, dass der Koran erlaube, Frauen zu schlagen. Dies stehe im Widerspruch zu zahlreichen Überlieferungen. Überlieferungen, die Mohammed darstellten, als habe er seine Ehefrauen drangsaliert, sollten fallengelassen werden. Zu dem Gesetzesvorhaben, mit dem die AKP Ehebruch unter Strafe stellen lassen wollte, schwieg Tuksal 2004. Sie begründete dies damit, dass es sonst so ausgesehen hätte, als befürworte sie Ehebruch. 2008 unterschrieb sie die Kampagne Ich entschuldige mich zum Völkermord an den Armeniern.

## Quelle
- Renate Kreile: Hidayet Tuksal. In: Udo Steinbach (Hrsg.): Länderbericht Türkei. Bonn 2012, S. 321.

| Personendaten    | Personendaten                                  |
| ---------------- | ---------------------------------------------- |
| NAME             | Tuksal, Hidayet                                |
| ALTERNATIVNAMEN  | Tuksal Hidayet Şefkatli (vollständiger Name)   |
| KURZBESCHREIBUNG | türkisch-islamische Feministin und Kolumnistin |
| GEBURTSDATUM     | 1963                                           |
| GEBURTSORT       | Ankara                                         |